# Марія Франциска Зульцбаська
Марія Франциска Зульцбаська (нім. Maria Franziska von Sulzbach), повне ім'я Марія Франциска Доротея Пфальц-Зульцбаська (нім. Maria Franziska Dorothea von Pfalz-Sulzbach, 15 червня 1724—15 листопада 1794) — пфальцграфиня Зульцбаська, дружина пфальцграфа Фрідріха Міхаеля Цвайбрюкен-Біркенфельдського.

## Життєпис
Марія Франциска Зульцбаська народилася 15 червня 1724 року в родині пфальцграфа Зульцбаського Йозефа Карла та його дружини Єлизавети Нойбурзької. Вона була третьою дитиною подружжя, яка вижила. У дівчинки були старші сестри Єлизавета Марія та Марія Анна. Незабаром в неї з'явився брат Карл Філіп. 30 січня 1728 року їхня мати померла в результаті передчасних пологів. Дитина також не вижила. Тоді ж помер і Карл Філіп. Батько, Йозеф Карл, пішов з життя наступного року в Оггерсхаймі.
6 лютого 1746 року Марія Франциска стала дружиною свого однолітка, пфальцграфа Фрідріха Міхаеля Цвайбрюкен-Біркенфельдського, молодшого сина герцога Цвайбрюкенського Крістіана III. Молодятам на момент весілля був 21 рік. Майже дев'ять місяців потому народила сина Карла Августа. Всього ж у шлюбі народила п'ятеро дітей:
Після 1760 року стосунки між чоловіком і дружиною стали прохолодними. Невдовзі Марію Франциску звабив актор з Мангейму. Коли вона завагітніла, її коханець був змушений залишити країну, а її саму вислали до Стратсбурга. Там Марія Франциска народила сина, після чого була ув'язнена в монастирі урсулінок в Меці, а згодом — у августинських черниць в герцогстві Люксембург. Після смерті чоловіка у 1767 році їй було дозволено оселитися в Зульцбаському замку. 
Померла Марія Франциска 15 листопада 1794 у віці 70 років. Похована в приходській церкві Зульцбаха.

## Родина
Чоловік — Фрідріх Міхаель Цвайбрюкен-Біркенфельдський
Діти:
- Карл Август Крістіан (1746—1795) — пфальцграф Цвайбрюкен-Біркенфельдський, одружений з Марією Амалією Саксонською, мав єдиного сина, що вмер у дитинстві.
- Клеменс Август Йосиф Фрідріх (1749—1750) — вмер у ранньому віці.
- Марія Амалія Августа (1752—1828) — королева Саксонії, одружена з Фрідріхом Августом I, мала єдину дочку.
- Марія Анна (1753—1824) — одружена з герцогом Вільгельмом Баварським, народила дочку та сина.
- Максиміліан Йосиф (1756—1825) — король Баварії, був двічі одружений, мав численних нащадків.